# Seth Thomas Clock Company
La Compañía de Relojes Seth Thomas fue fundada por Seth Thomas en Plymouth Hollow, Connecticut, y comenzó a producir relojes en 1813. Su actividad industrial cesó a finales del siglo XX, aunque se ha seguido produciendo relojes de pulsera bajo la marca Seth Thomas desde la década de 1970.

## Historia
Tras comenzar su actividad en 1813, la empresa se constituyó como la "Compañía de Relojes Seth Thomas" en 1853. Plymouth Hollow, una parte de la ciudad de Plymouth, se constituyó en 1875 como la localidad de Thomaston, llamada así en honor a Seth Thomas. La compañía fabricó mecanismos de reloj para la Self Winding Clock Company desde 1886 hasta principios de la década de 1890, además de su oferta estándar de relojes de pie, de repisa, de pared y de sobremesa.
El 7 de mayo de 1926, la firma solicitó a la Oficina de Patentes y Marcas de los Estados Unidos la protección de la marca "Seth Thomas" para relojes, que se registró el 12 de octubre de 1926 y se le asignó el número 0219268. La marca se mantenía vigente desde su última renovación, el 17 de febrero de 2017.
En 1968, Talley Industries adquirió la General Time Corporation, compuesta por las marcas Westclox y Seth Thomas y las fábricas de Westclox en Canadá. Westclox Canadá fue la única empresa que se acercó a igualar la producción de la The Arthur Pequegnat Clock Company, la principal empresa relojera de Canadá.
La Seth Thomas Clock Company pasó posteriormente a ser propiedad del Colibri Group. El 16 de enero de 2009 la empresa cesó sus operaciones y se declaró en quiebra, pero reanudó sus operaciones el 4 de mayo de 2009, bajo la propiedad de CST Enterprises en Cranston. Aunque la compañía ya no fabrica relojes, se creó una línea completa de relojes Seth Thomas, producidos por otro fabricante para CST bajo la marca Seth Thomas.

## Galería
|  |  |

## Presidentes
- Seth Thomas: c. 1853 a 1859.
- Seth Thomas, Jr.: 1915 a 1932.[6]